# Daan van Golden
Daan van Golden eller Daniël van Golden (Rotterdam, 4. februar 1936 - Schiedam, 9. januar 2017) var en nederlandsk kunstmaler, fotograf, collagist, installationskunstner, vægmaler og grafiker.
Han har lavet malerier, hvor han omhyggeligt har malet motiver og detaljer af hverdagens billeder. Hans malerier er realistiske skildringer af emner fra masseproduktion, men kan lige så godt betragtes som abstrakt kunst. I sit arbejde ses påvirkninger fra popkunst, abstrakt ekspressionisme, minimalisme og konceptkunst. Mange af hans værker er inkluderet i internationale samlinger. I Nederlandene har den Stedelijk museum Amsterdam, Rijksmuseum Amsterdam, Museum Boijmans Van Beuningen og Gemeentemuseum i Haag enkelte af hans værker.

## Biografi
Van Golden var oprindeligt optaget i action painting og malede glubske værker med tyk-påført sort maling. I 1963 foretog han en rejse til Japan. Der kom han i kontakt med meditation, og han indså, at den menneskelige ånd kan findes ro ved at se nøje på enkle former. De enkle figurer kan man finde i det daglige. 
Hans værker mellem 1963 og 1975 består derfor af blandt andet tørklæder, viskestykker, pakpapir, duge og andre dekorative materiale som minutiøst blev efterlignet. Van Golden valgte bevidst at lade lys og skygge væk så der kun var den én-dimensionelle dekorationsmotiv.
Daan Van Golden var indtil sin død i 2017 aktiv. Ved sin omhyggelige måde at arbejde på, lavede han et gennemsnit på kun 3 til 4 værker om året. Han udstillede meget lidt, og anses derfor som en mystisk artist.

## Header
- 2004: Dr A.H. Heinekenpris for kunst